# CNCC
Китайский национальный клиринговый центр (CNCC, кит. 中国人民银行清算总中心) - государственное учреждение в составе Народного банка Китая, которое управляет несколькими ключевыми инфраструктурами финансового рынка Китая.
CNCC управляет только инфраструктурой для внутренних платежей, будь то в юанях (RMB) или в иностранной валюте. Таким образом, он дополняет другие платёжные инфраструктуры, которые занимаются валютными и офшорными платежами в юанях, включая China UnionPay, CFETS и CIPS, а также те, которые поддерживают рынки ценных бумаг и деривативов в Китае, включая CSDC, CCDC и Шанхайскую клиринговую палату.

## Платежная система
В качестве национальной системы RTGS, запущенной в Китае в июне 2005 года, HVPS была названа «основой национальной платёжной системы Китая»: В 2009 году HVPS обработал 247 миллионов транзакций на сумму 760 триллионов юаней; в 2023 году эти показатели выросли до 382 миллионов транзакций и оборота в 8 481 триллион юаней.
К концу 2010 года в HVPS было 1729 прямых участников и 100 510 косвенных участников. 42 Банк Китая (Гонконг) и Банк Китая (Макао) были прямыми участниками HVPS и его клиринговыми агентами в Гонконге и Макао соответственно. К концу 2016 года число прямых участников сократилось до 305, а число косвенных участников выросло до 141 023.

## Платежная система Интернет-Банкинга
IBPS начала работу в августе 2010 года и в основном обрабатывает транзакции мгновенных платежей через Интернет. Это система отложенных расчётов (DNS). К концу июля 2020 года в ней было 218 прямых участников и 175 участников с прокси-доступом. В 2023 году он обработал 17 миллиардов транзакций на сумму 301 триллион юаней.
Система проверки изображений CNCC, запущенная в июне 2007 года, обеспечивает электронный обмен изображениями чеков и многосторонний клиринг соответствующих обменных инструментов в HVPS.